# آدمار دو مونتی
آدِمار دُو مونتِی (فرانسوی: Adhémar de Monteil‎؛ ۱۰۴۵ – ۱ اوت ۱۰۹۸) کشیش، اسقف کاتولیک، و کشیش کاتولیک اهل فرانسه که در جریان جنگ صلیبی اول، یکی از فرماندهان فرانسوی بود.
آدِمار دُو مونتِی اسقف شهر پوی در فرانسه و نماینده پاپ اوربان دوم در جریان نخستین جنگ صلیبی بود. وی در مجمع کلرمون در سال ۱۰۹۵، شخصاً حضور یافت و اولین فرد بود که دعوت پاپ را به منظور آغاز جنگ علیه مسلمانان اجابت کرد. آدِمار مسئولیت هماهنگی میان فرماندهان مختلف نظامی و رهبری جنگ صلیبی نجبا را برعهده داشت. وی سرانجام در ۱۰۹۸، براثر بیماری حصبه در انطاکیه درگذشت. مرگ زودهنگام وی، او را مبدل به قهرمانی افسانه‌ای میان اروپاییان مبدل ساخت. آدِمار در کلیسای جامع انطاکیه به خاک سپرده شد اما در سال ۱۱۲۵، جسدش از سوی جانشینش از انطاکیه به شهر پوی منتقل شد و در آنجا دفن شد.